# Ausgleichsklausel
Eine Ausgleichsklausel ist Teil eines Aufhebungsvertrages. Mit der Klausel vereinbaren die Vertragsparteien, dass sämtliche Ansprüche aus ihrem Verhältnis mit dem neu geschlossenen Aufhebungsvertrag geregelt werden sollen. Formulierungsbeispiel einer im Arbeitsrecht verbreiteten sog. Ausgleichsquittung:
„Mit der Zahlung dieses Anspruches sind alle gegenseitigen Ansprüche der Vertragsparteien aus oder in Verbindung mit dem Anstellungsverhältnis (einschließlich der erteilten Altersversorgungszusage und dem Wettbewerbsverbot) und der Beendigung des Anstellungsverhältnisses, gleich aus welchem Rechtsgrund und ob bekannt oder unbekannt, endgültig erledigt. Das Gleiche gilt für alle gegenseitigen Ansprüche der Vertragsparteien aus oder in Verbindung mit einem eventuell zustande gekommenen Arbeitsverhältnis (…) und dessen Beendigung.“
Eine solche Klausel kann entweder ein Erlassvertrag oder ein konstitutives und  deklaratorisches positives und negatives Schuldanerkenntnis sein. Durch Auslegung nach den §§ 133, 157 BGB muss ermittelt werden, welchen Willen die Beteiligten in ihrer Erklärung kund geben wollten. Ein Beispiel für eine auslegungsbedürftige Ausgleichsklausel ist die Generalquittung.
Ein Erlassvertrag ist gegeben, wenn beide Vertragspartner davon ausgehen, dass eine bestimmte Schuld besteht, diese aber nicht mehr erfüllt werden soll. Ein konstitutives negatives Schuldanerkenntnis wird angenommen, wenn beide Parteien eine Gruppe von bekannten oder unbekannten Ansprüchen löschen wollen. Ein deklaratorisches positives oder negatives Schuldanerkenntnis liegt vor, wenn die Vertragspartner die von ihnen angenommene Rechtslage lediglich eindeutig dokumentieren und fixieren wollen.

## Quelle
- OLG Düsseldorf, Betriebsberater 1997, 2237-2239